# له مرکوریال
له مرکوریال (انگلیسی: Les Mercuriales) ساختمان اداری ۳۳ طبقه مستقر در بنیوله، پاریس است، که در سال ۱۹۷۵ احداث گردید.